# Synärese (Physik)
Synärese bezeichnet die im Wesentlichen physikalische und gegebenenfalls auch chemische Phasentrennung einer Dispersion oder eines Gels. Die Abscheidung der kontinuierlichen Phase kann durch eine Kontraktion oder durch ein Sedimentieren der festen Phase hervorgerufen werden.
Die Synärese ist beispielsweise ein wichtiger Vorgang beim Herstellen von Käse: Durch Aggregation und Kontraktion der Milchproteine tritt während der Käsebruchbearbeitung die Molke aus. Bei anderen Lebensmitteln, wie Joghurt oder Senf, ist das Abscheiden eines Serums unerwünscht.